# Гарбузовка (Сумская область)
Гарбузовка (укр. Гарбузівка) — село,
Гарбузовский сельский совет,
Лебединский район,
Сумская область,
Украина.
Код КОАТУУ — 5922982701. Население по переписи 2001 года составляло 241 человек .
Является административным центром Гарбузовского сельского совета, в который, кроме того, входят сёла
Караван,
Панченки,
Савенки,
Сытники,
Стеблянки,
Харченки и
Яроши.

## Географическое положение
Село Гарбузовка находится недалеко от истоков реки Ревки.
На расстоянии в 0,5 км расположены сёла Савенки и Харченки, в 1 км — сёла Яроши, Панченки и Сытники.
Рядом проходит железная дорога, станция Гарбузовка в 1-м км.

## История
- Село Гарбузовка основано в первой половине XIX века.